# طلعت عثمان
طلعت عثمان (بالإنجليزية: Talat Othman)‏ هو مصرفي أمريكي، ولد في 27 أبريل 1936.